# 大沼啓延
大沼 啓延（おおぬま ひろのぶ、1950年1月15日 - 2018年5月9日）は、日本のテレビキャスター、プロデューサー、司会者、歌手。大沼企画代表取締役。
静岡県静岡市葵区出身。妻は作家の相沢早苗。

## 略歴
静岡市立高等学校、明治大学商学部を卒業後、総合レジャー企画会社に入社して勤務した後、1974年にTBS映画社（のちのTBSビジョン(TBS-V）、現在のTBSスパークル）に入社し数々の番組制作を手がけた。1978年に『がんばれライオンズ』（TBS）のコーナー「広岡君と田淵君」の取材中に球場に来られなくなったリポーターの代理を務める。その反響が大きかったことで番組プロデューサーの勧めにより、1982年にディレクターとしてテレビ出演し、『朝のホットライン』（TBS）でスポーツキャスターを務める。また、1984年から1年間は『朝のホットライン』に続く情報番組『ときめき生情報810』のメインキャスターも務めた。
1990年に独立し、番組制作会社「大沼企画」を設立する。1997年から1999年までの『スーパーモーニング』（テレビ朝日）のキャスターを務め、人気を博す。2004年10月からはの夕方ワイド情報番組『とびっきり!しずおか』（静岡朝日テレビ）（SATV）の司会者を務めた。
甘党であり、「あんこ番長」を自称している。
美声の持ち主でもあり、2007年には「夢語る街静岡」で歌手デビューし音楽活動も行う。主婦層に人気があり、静岡県内でのステージにも立っている。2014年の「静岡まつり」では徳川家康役を務めた。
2018年4月27日の『とびっきり!しずおか』に出演後、4月28日に7月11日発売予定だったシングル「あの日・・・あの時」のレコーディング本番前に東京都内の自宅で胸と背中の痛みを訴え、大動脈瘤解離を発症して入院。緊急手術後は療養していたが体調が悪化し、5月9日1時14分、肺炎のため東京都内の病院で死去。68歳没。大沼の死去により、シングル「あの日・・・あの時」は発売中止となった。

## TBS映画社・TBSビジョン時代
- がんばれライオンズ
- 朝のホットライン
- ときめき生情報810
- ぎんざナイトナイト
- テレサG

## キャスター・テレビCM
テレビ番組
| 期間       | 期間          | 番組名                                | 役職               |
| ---------- | ------------- | ------------------------------------- | ------------------ |
| 1982年4月  | 1990年3月     | 朝のホットライン（TBS）               | スポーツキャスター |
| 1997年4月  | 1999年9月     | スーパーモーニング（テレビ朝日）      | 総合司会           |
| 2004年10月 | 2018年4月27日 | とびっきり!しずおか（静岡朝日テレビ） | 総合司会           |

ラジオ番組
- 大沼ヒロノブのWAKUWAKU土曜はパラダイス!!（1990年～1993年、SBSラジオ） ）

テレビCM
- ガードハローつぶ塩（1989年～1990年頃、のちに妻となる相沢早苗と共演、花王）
- ハローハブラシ毛先が球（上記と同時期、花王）
- バブ（1991年、花王）
- テレビCMはTBSビジョン所属時から放送されていた。TBS以外の『花王名人劇場』（関西テレビ制作・フジテレビ系）や『朝のホットライン』の裏番組である『ズームイン!!朝!』（日本テレビ系全国ネット枠）などでも放送されていた。

## 歌手

### シングル
- 夢語る街静岡（2007年）
- もう一度逢いたい〜小坂路の女よ〜（2010年）
- もういちど女（2014年）